# Vičiūnų grupė
Die UAB Vičiūnų grupė ist eine litauische Unternehmensgruppe und der größte Hersteller von Fischprodukten in Litauen und im Baltikum. Die Produkte werden unter dem Warenzeichen Viči vertrieben. Die Tochterunternehmen sind im Einzelhandel und in der Logistik tätig. Weiterhin ist der Konzern der offizielle Händler für Autos von Peugeot in Kaunas. Vier Restaurantketten werden zusätzlich noch vom Konzern betrieben.
Gründer, Hauptaktionär und Generaldirektor der Firma ist Visvaldas Matijošaitis. Die Unternehmensumsätze werden nicht veröffentlicht. Das Magazin Veidas geht von einem Umsatz von über 1 Mrd. Litas aus.
Aufgrund seiner anhaltenden Geschäftsbeziehungen mit Russland während des russischen Überfalls auf die Ukraine wurde Vičiūnų grupė im Jahr 2024 von der ukrainischen Nationalen Agentur für Korruptionsprävention in die Liste der Sponsoren des russischen Krieges aufgenommen.

## Kritik
Litauische journalistische Untersuchungen ergaben, dass Vičiūnų grupė wiederholt verbotene militärische Komponenten nach Russland exportierte.

## Unternehmen
Es gibt insgesamt 47 Unternehmen in 17 Staaten. Man produziert in:
- Litauen:    Plungė,  UAB „Plungės kooperatinė prekyba“
- Litauen:    Plungė,  UAB „Vičiūnai ir partneriai“
- Litauen:    Plungė, UAB „Baltic food partners“
- Litauen:    Plungė,  UAB „Plungės duona“
- Litauen:    Plungė,  UAB „Orka Food“
- Estland:    Tallinn,  AS „Paljassaare Kalatööstus“
- Russland:    Sowetsk (Kaliningrad),  OOO „Vichiunai RUS“
- Spanien:    Santander, S.L.U. „Sistemos Britor“[4]

## Amber Food
UAB Amber Food (früher Vičiūnų restoranų grupė) ist ein Tochterunternehmen der litauischen Unternehmensgruppe Vičiūnai Group mit 1145 Mitarbeitern (2012). Es besitzt 34 Restaurants in Litauen. Das Unternehmen besitzt 19 Pizzerien „Charlie pizza“, neun Restaurants „Katpėdėlė“, drei Restaurants „Carskoje selo“ und drei Creperien „La Crêpe“. Im Frühherbst 2012 öffnete die erste Pizzeria „Charlie pizza“ in Lettland. 
Das Unternehmen wurde 1994 gegründet.